# Czarna komedia

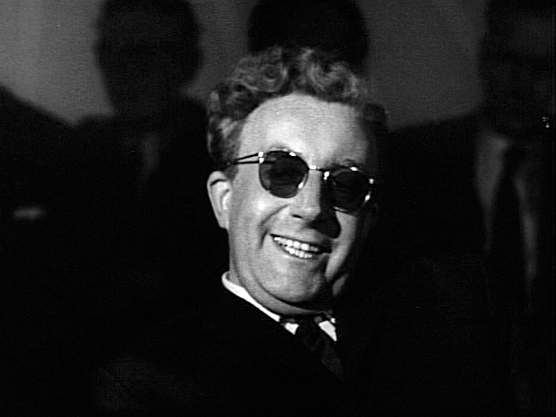
Kadr z filmu Doktor Strangelove, czyli jak przestałem się martwić i pokochałem bombę (1964)

Czarna komedia – odmiana komedii, w której przedmiotem żartu są sprawy zwykle traktowane poważnie, np. śmierć, choroba, gwałt, cierpienie, ułomność, wojna czy zbrodnia.
Gatunek ten operuje elementami groteski oraz ironią słowną i sytuacyjną, często odwołując się do poetyki absurdu i surrealizmu.
W literaturze czarnym humorem posługiwali się m.in. Joseph Heller (Paragraf 22) i Kurt Vonnegut (Rzeźnia numer pięć). W filmie przykłady obecne w twórczości Franka Capry (Arszenik i stare koronki z 1944), Quentina Tarantino (Pulp Fiction, Bękarty wojny), Jean-Pierre’a Jeuneta (Delicatessen), Tima Burtona (Sok z żuka, Marsjanie atakują! czy Gnijąca panna młoda), a także w skeczach Latającego cyrku Monty Pythona i u Patrice'a Leconte'a (Sklep dla samobójców). W Polsce gatunek śmielej rozwinięty dopiero po 1989/1990 roku (m.in. Rewers B. Lankosza, Kołysanka J. Machulskiego).